# Elecciones al Parlamento Europeo de 2004 (Polonia)
En las elecciones al Parlamento Europeo de 2004 en Polonia, celebradas en junio, se escogió a los 54 representantes de dicho país para la sexta legislatura del Parlamento Europeo. Tras su reciente incorporación a la Unión Europea, es la primera participación de Polonia en unos comicios europeos.

## Resultados
| Datos de participación | Datos de participación | Datos de participación |
| ---------------------- | ---------------------- | ---------------------- |
| Censo electoral        | 29.986.109             | 100%                   |
| Votantes               | 6.258.550              | 20,9                   |
| Abstención             | 23.727.559             | 79,1                   |
| Válidos                | 6.091.531              |                        |
| A candidatura          | 6.091.531              | 100,0                  |

| ← Elecciones al Parlamento Europeo de 2004 →                                 |           |       |         |
| Partido                                                                      | Votos     | %     | Escaños |
| Plataforma Cívica (PO)                                                       | 1.467.775 | 24,10 | 15      |
| Liga de las Familias Polacas (LPR)                                           | 969.689   | 15,92 | 10      |
| Ley y Justicia (PiS)                                                         | 771.858   | 12,67 | 7       |
| Autodefensa de la República de Polonia (SO)                                  | 656.782   | 10,78 | 6       |
| Alianza de la Izquierda Democrática - Unión del Trabajo (SLD-UP)             | 569.311   | 9,35  | 5       |
| Unión de la Libertad (UW)                                                    | 446.549   | 7,33  | 4       |
| Partido Popular Polaco (PSL)                                                 | 386.340   | 6,34  | 4       |
| Socialdemocracia de Polonia (SDPL)                                           | 324.707   | 5,33  | 3       |
| Unia Realnej Polityki (UPR)                                                  | 113.675   | 1,87  | 0       |
| Narodowy Komitet Wyborczy Wyporców (NKWW)                                    | 94.867    | 1,56  | 0       |
| Inicjatywa dla Polski (IdP)                                                  | 88.565    | 1,45  | 0       |
| Partia Ludowo-Demokratyczna - Krajowa Partia Emerytów i Recistów (PLD-KPEiR) | 48.667    | 0,80  | 0       |
| Konfederacja Ruch Obrony Bezrobotnych (KROB)                                 | 36.937    | 0,61  | 0       |
| Ogolnopolski Komitet Obywatelski Oko (OKO)                                   | 35.180    | 0,58  | 0       |
| Polska Partia Pracy (PPP)                                                    | 32.807    | 0,54  | 0       |
| Antyklerykalna Partia Postepu "Racja" (APPR)                                 | 18.068    | 0,30  | 0       |
| Zieloni 2004 (ZIELONI 2004                                                   | 16.288    | 0,27  | 0       |
| Demokratyczna Partia Lewicy (DPL)                                            | 5.513     | 0,09  | 0       |
| Razem dla Przyszlosci (RdP)                                                  | 2.897     | 0,05  | 0       |
| Narodowe Odrodzenie Polski (NOP)                                             | 2.546     | 0,04  | 0       |
| Polska Partia Narodowa (PPN)                                                 | 2.510     | 0,04  | 0       |